# 항공영어구술능력증명시험
항공영어구술능력증명시험(영어: English Proficiency Test for Aviation, EPTA)는 국제 테스트 연구원(ITSC, International Testing Services Center)이 개발한 영어 시험으로, 2006년 국제민간항공기구의 항공사고 예방 및 항공종사자의 영어 사용 능력을 평가 도입 권고에 따라 시행되었다. 조종사, 항법사, 관제사, 비행정보요원 등은 의무적으로 자격을 취득해야 한다.
대한민국에는 2005년 항공안전법 개정에 따라 도입되었으며, 한국교통안전공단에서 시행하고 있다. 과거에는 지텔프코리아와 국제항공영어서비스(IAES, International Aviation English Service)가 시행을 담당했다.